# 加里波利 (意大利)

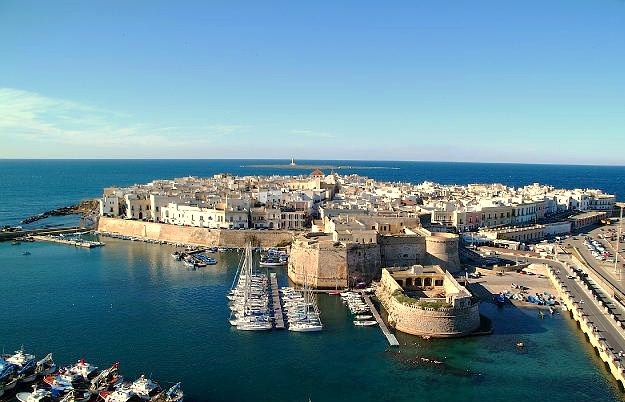
全景图

加里波利（義大利語：Gallipoli），是意大利南部萨伦蒂纳半岛西海岸的一座城市，濒临塔兰托湾，属于普利亚大区莱切省管辖，市区面积40平方公里，人口21,148人（2008年）。该城老区建于16世纪，位于近岸的一座小岛上，与大陆有桥相连，近年来在大陆地区建设了新城区。